# Alexgeorgea
Alexgeorgea é um género botânico pertencente à família Restionaceae.

## Espécies
Apresenta quatro espécies:
- Alexgeorgea arenicola
- Alexgeorgea ganopoda
- Alexgeorgea nitens
- Alexgeorgea subterranea